# Okileucauge sasakii
Okileucauge sasakii är en spindelart som beskrevs av Akio Tanikawa 200. Okileucauge sasakii ingår i släktet Okileucauge och familjen käkspindlar. Inga underarter finns listade i Catalogue of Life.